# Remmius Palæmon
Quintus Remmius (ou Rhemnius) Fannius Palæmon, grammairien romain, né à Vicence, vécut durant les règnes de Tibère et Claude. Débauché et arrogant, il était cependant un pédagogue réputé. Quintilien, Perse ou Pline l'Ancien auraient été ses élèves. Selon Suétone, Remmius Palæmon était un esclave affranchi qui enseigna la grammaire à Rome. Son ouvrage perdu, Ars, était un système grammatical très utilisé de son temps et ensuite largement repris par ses successeurs, contenait des règles de diction, des citations illustrées et traitait des barbarismes et des solécismes.
Sa seule œuvre complète parvenue jusqu'à nous est un court traité exposant en détail le système des poids et mesures en usage dans le monde romain :  De ponderibus et mensuris. Il y décrit aussi une balance spéciale, utilisant le principe d'Archimède, pour mesurer la densité des corps.
L'ouvrage a été publié à la suite de l'édition de Serenus Samonicus (Medicinæ præcepta saluberrima) par Caesarius (1528), et à Leyde en 1587. Il intéresse les historiens de la pharmacie, le système étant utilisé par les apothicaires romains.